# Романьково (Ямпольский район)
Романьково (укр. Романькове) — село,
Дорошовский сельский совет,
Ямпольский район,
Сумская область,
Украина.
Код КОАТУУ — 5925680809. Население по переписи 2001 года составляло 12 человек .

## Географическое положение
Село Романьково находится на левом берегу реки Кремля,
выше по течению на расстоянии в 1,5 км расположено село Дорошенково,
ниже по течению на расстоянии в 1,5 км расположено село Дорошовка,
на противоположном берегу — село Палащенково.
Рядом проходит автомобильная дорога Т-1915.